# Пам'ятник дітям війни (Глухів)
Пам'ятник дітям війни - пам'ятник в місті Глухові Сумської області України . 
Цей пам'ятник був відкритий в 2007 році. Встановлено у сквері на  Києво-Московській вулиці.
На барельефній частині пам'ятника, що встановлена на бетонній стелі, зображено двох підлітків: хлопчик у військовій пілотці та одязі з чоловічого плеча, тобто великого розміру, а також дівчинка з лялькою в руках, яка  перев'язана навхрест хусткою. 
Ця пам'ятка символізує тяжкі роки дитинства тих, хто народився та жив за років, як прийнято за сучасною історіографією, німецько-радянської війни. Таким чином передано всю трагедію та біль наймолодших громадян. У правому верхньому кутку барельєфа напис українською мовою: «Діти війни. 1941-1945 ».